# Bank of the West Classic 1998
Bank of the West Classic 1998 — тенісний турнір, що проходив на відкритих кортах з твердим покриттям Taube Tennis Center в Стенфорді (США). Належав до турнірів 2-ї категорії в рамках Туру WTA 1998. Це був 27-й турнір і тривав з 27 липня до 2 серпня 1998 року.

## Фінальна частина

### Одиночний розряд
Ліндсі Девенпорт —  Вінус Вільямс 6–4, 5–7, 6–4
- Для Девенпорт це був 4-й титул за сезон і 35-й — за кар'єру.

### Парний розряд
Ліндсі Девенпорт /  Наташа Звєрєва —  Лариса Нейланд /  Олена Татаркова 6–4, 6–4
- Для Девенпорт це був 5-й титул за сезон і 36-й — за кар'єру. Для Звєрєвої це був 3-й титул за сезон і 76-й — за кар'єру.